# Promyrmekiaphila gertschi
Promyrmekiaphila gertschi är en spindelart som beskrevs av Schenkel 1950. Promyrmekiaphila gertschi ingår i släktet Promyrmekiaphila och familjen Cyrtaucheniidae. Inga underarter finns listade i Catalogue of Life.